# Pidof

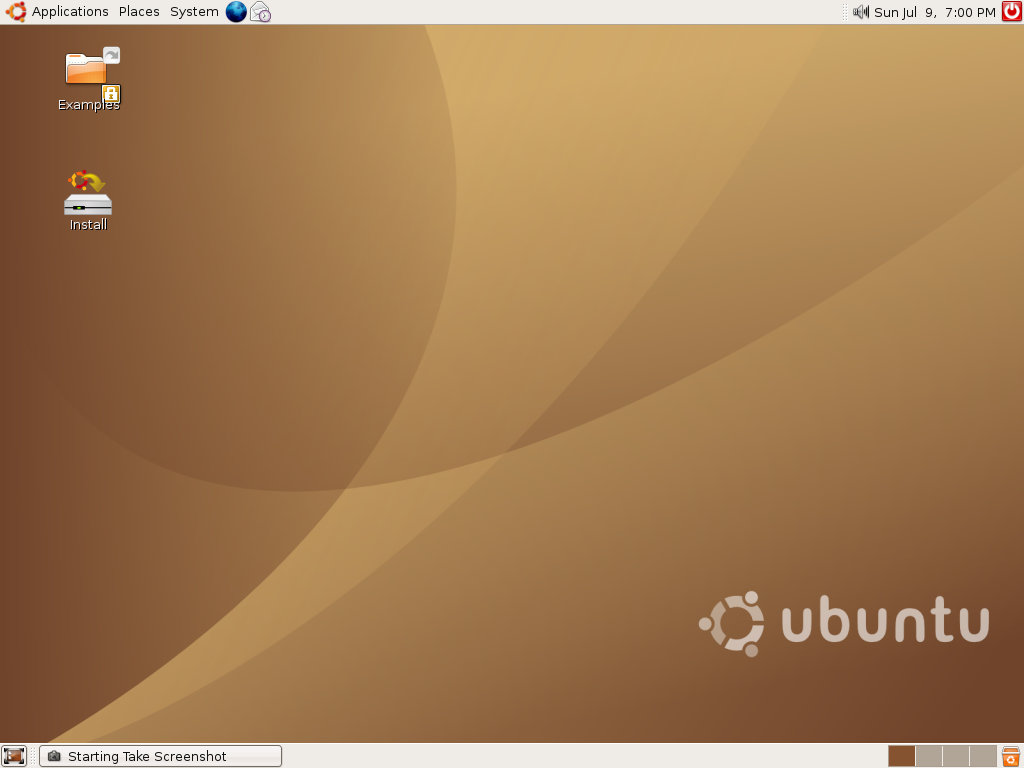
Em sistemas, como o Ubuntu, este comando é instalado automaticamente

pidof é um utilitário Linux que encontra o ID de um programa em execução. Note que o próprio nome é a junção dos termos pid, que significa identidade de um processo e of que significa de. Portanto pidof quer dizer identidade de processo de...
O equivalente no Solaris é pgrep.
pidof firefox-bin
O comando acima retorna o pid do processo que está executando firefox-bin.
Pode-se combinar o comando 'pidof' com o comando kill dessa forma:
kill -9 $(pidof firefox-bin)